# حفرة زجية
الحفرة الزُجّية (بالإنجليزية: Olecranon fossa)‏ هي انخفاض عميق بالعظم بالناحية الخلفية لعظم العضد فوق البكرة العضدية ويدخل بها رأس الناتئ المرفقي في عملية بسط الذراع.

## وصلات خارجية
- Bioweb at UWLAX aplab
- جامعة واينسبرغ skeleton3/olecranonfossa
- درسٌ تشريحي حول radiographsul مُعدٌ بواسطة ويسلي نورمان (جامعة جورجتاون). (xrayelbow)
- Imaging at umich.edu

## صور إضافية

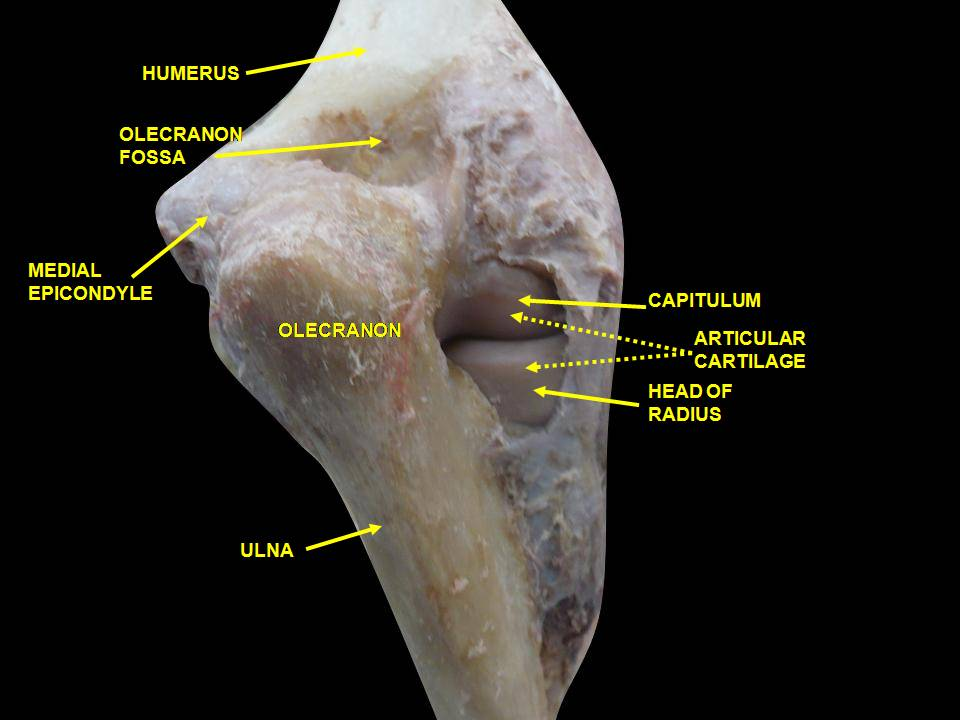
مفصل المرفق. تشريح عميق. عرض خلفي.
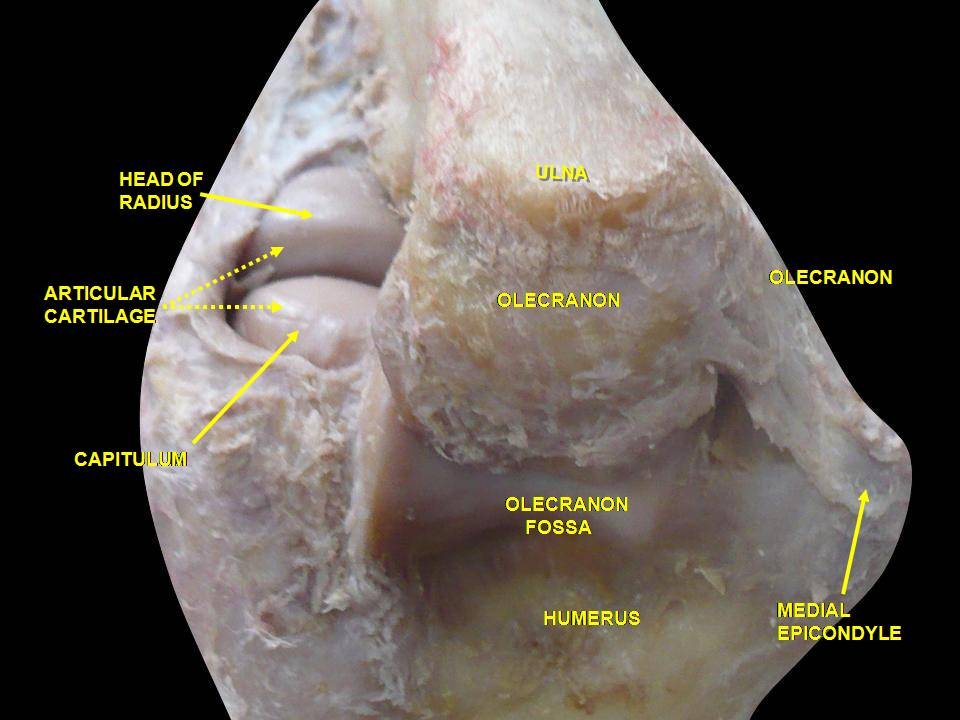
مفصل المرفق. تشريح عميق. عرض خلفي..
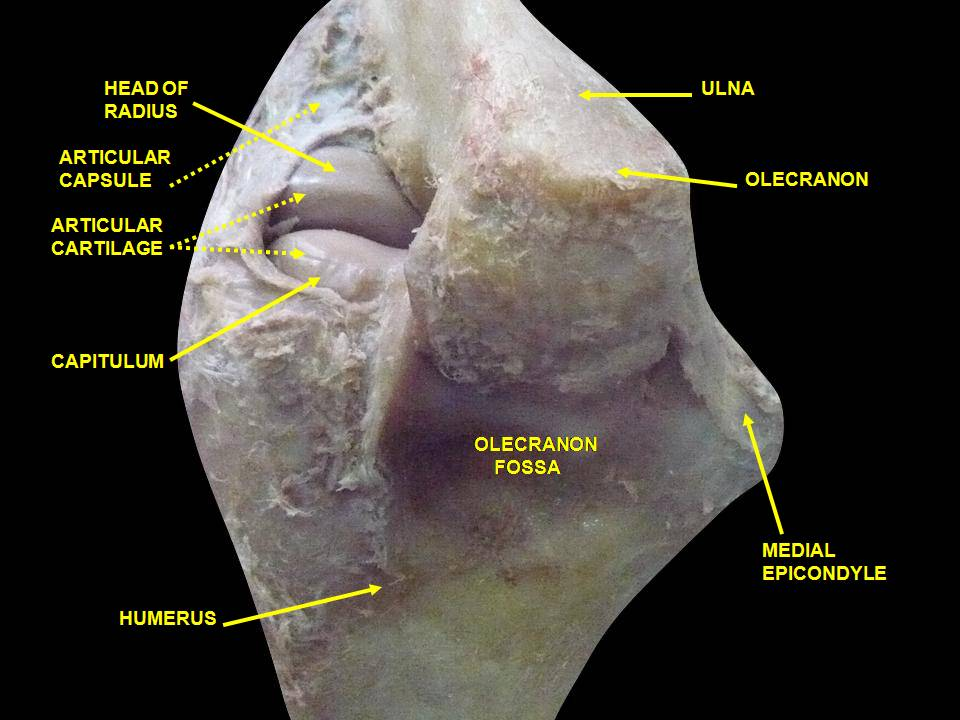
مفصل المرفق. تشريح عميق. عرض خلفي..